# Viaduc César Gaviria Trujillo
Le viaduc César Gaviria Trujillo (en espagnol : Viaducto César Gaviria Trujillo) est un pont à haubans qui relie les villes de Pereira et Dosquebradas dans le département du Risaralda en Colombie, à 170 kilomètres à l'ouest de Bogota. 
Avec une longueur totale de 704 mètres, il était classé vingtième plus long pont à haubans dans le monde lors de son inauguration et le premier en Amérique du Sud. Il a été construit de 1994 à 1997 et inauguré en 1997.